# Râul Măriuș
Râul Măriuș sau Râul Măriușa este un curs de apă, afluent al râului Valea Vinului. 

## Hărți
- Harta județului Satu Mare